# Surabaya
Surabaya (indonezijski: Surabaya) je grad u Indoneziji. U gradu živi 2 765 908 stanovnika (2010.), a u gradskoj aglomeraciji oko 5,6 (2010.) Površina grada je 374,78 kilometara kvadratnih. Grad se nalazi na sjeverozapadnom djelu otoka Jave.